# Josip Zovko
Josip Zovko (Split, 4. lipnja 1970. – Grudsko Vrilo, 3. travnja 2019.), bio je hrvatski filmski, televizijski i kazališni glumac i režiser. Podrijetlom je iz Berinovca, općina Lokvičići.

## Životopis i karijera
Rođen je 4. lipnja 1970. u Splitu. Diplomirao je na Akademiji dramske umjetnosti u Zagrebu, a 1993. godine postao je članom ansambla Hrvatskog narodnog kazališta u Splitu. U Splitskom kazalištu je bio student Mustafe Nadarevića s kojim je i više puta bio na splitskoj pozornici
Najšira publika Josipa Zovka zna po ulogama Joze u TV seriji Naši i vaši i Mate u filmu "Da mi je biti morski pas". 
Tijekom svoje karijere razvio je mnoge značajne uloge u filmu i kazalištu. Prvi put na televiziji pojavio se u predstavi "Mali libar Marka Uvodića Splićanina", 1997. nakon toga kao Mate u filmu "Da mi je biti morski pas" iz 1999. godine, koja je osvojila nekoliko nagrada na 46. festivalu u Puli. 
Josip Zovko je kao "Kole" imao jednu od glavnih uloga u filmu "Ante se vraća kući" iz godine 2001. gdje je glumio kao studenta iz Dalmacije. U filmu "Holding" je igrao manju ulogu kao mali brat, a iste godine u filmu "Posljednja Volja" kao konobar na brodu, gdje je i glumio Goran Višnjić. 
Igrao je u hrvatskoj TV seriji Naši i vaši  (2000. – 2002.) kao Jozo, gdje je i glumio Vedran Mlikota. Tu su glumili kao dva Hercegovca koja su došli u Zagreb. Na početku su završili u seriji i fakultetu svojom voljom i svojim učenjem.
Uloga Zovke je bila u filmu Oprosti za kung fu kao Ćaćo iz 2004 godine. U TV filmu "Trešet" iz 2006. je glumio policajca imenom "Prekrasni Um". U filmu "Najveća pogreška Alberta Einsteina" je glumio kao stranac. Zovko je glumio ulogu Peraice u epizodi Bitange i Princeze iz 2008. godine. Godine 2009. pojavio se kao "Roko" u filmu "Vjerujem u anđele", gdje je sudjelovao i Oliver Dragojević. Zovko ja glumio u filmu "Bella Biondina" 2011. kao partizan. 
U spotu od Miroslava Škore "Tamo gdje je dom" je glumio glavnu ulogu kao viteza, koji se bori za svoj dom, iz godine 2003. 
Postigao je veliki broj uloga u HNK Split.
Poginuo je u prometnoj nesreći u mjestu Grudsko Vrilo pokraj Gruda u Bosni i Hercegovini.

## Filmografija

### Televizijske uloge
- "Bitange i princeze" kao Peraica (2008.)
- "Naši i vaši" kao Jozo (2001. – 2002.)

### Filmske uloge
- "Bella Biondina" kao partizan (2011.)
- "Vjerujem u anđele" kao Roko / prodavač (2009.)
- "Najveća pogreška Alberta Einsteina" kao neznanac (2006.)
- "Trešeta" kao Policajac / Prekrasni Um (2006.)
- "Oprosti za kung fu" kao Ćaćo (2004.)
- "Posljednja volja" kao konobar na brodu (2001.)
- "Holding" kao Tein brat (2001.)
- "Ante se vraća kući" kao Kole (2001.)
- "Da mi je biti morski pas" kao Mate (1999.)
- "Mali libar Marka Uvodića Splićanina" (1997.)

### Uloge u HNK Split
- Eugène Ionesco Nosorog kao Drugi građanin, Vatrogasac, Prvi čovjek, zbor, 2017.
- William Shakespeare Mletački trgovac kao Tubal, 2016.
- Ante Tomić Čudo u poskokovoj dragi kao Don Stipe, 2014.
- Jean – Baptiste Poquelin Molière Učene žene kao Bilježnik, 2014.
- Bertolt Brecht Majka courage i njezina djeca kao Vrbovnik, drugi narednik, 2013.
- William Shakespeare Timon Atenjanin kao Slikar, 2013.
- Dino Pešut Pritisci moje generacije kao Muškarac, 2013.
- Milan Begović Amerikanska jahta u splitkskoj luci kao Lee Prentice, 2013.
- William Shakespeare Romeo i Julija kao Escalo, 2012.
- Ivo Brešan Svečana večera u pogrebnom poduzeću Grobar Fiki, kao Bosanac, 2011.
- Euripid Hekuba kao Taltibije, Glasnik helenski, 2011.
- Arthur Miller Smrt trgovačkog putnika kao Howard Wagner, 2011.
- Sanja Ivić Tartuffeerie kao Inspicijent, 2011.
- Simon Bent Elling kao Frank Ashley, 2010.
- Lada Kaštelan Prije sna kao Mate 2009.
- Marin Držić Skup kao Drijemalo, 2008.
- Eduardo De Filippo Velika magija kao Policijski brigadir, Gregorio, Calogerov brat, 2008.
- Nina Mitrović Kad se mi mrtvi pokoljemo kao Fazo, Izbjeglica, Musliman, 2007.
- Tom Stoppard Rosenkranz i Guildstern su mrtvi kao Hamlet, 2006.
- Renato Baretić Osmi povjernik kao Bart Kvasinožić, Muonin muž, Anthonyijev otac, 2005.
- Tennessee Williams Noć iguane kao Hank, 2005
- Lada Martinac Kralj, prema Ranku Marinkoviću Otok svetog ciprijana kao Mićel, 2004.
- Arijana Čulina Jo ča je život lip Čep, 2004.
- Tonči Petrasov Marović Antigona, kraljica u tebi kao Drugi stražar, 2004.
- Ferenc Molnár Liliom kao Drugi policajac, ujedno i Drugi nebeski policajac, 2004.
- Jean-Baptiste Poquelin Molière Don Juan kao Gusman, Elvirin konjušar, 2003.
- Sergi Belbel Poslije kiše kao Informatički programer, 2003.
- Bernard-Marie Koltès Roberto Zucco kao Drugi čuvar, inspektor, drugi policajac, 2002.
- Vlaho Stulli Kate Kapuralica kao Manoval, Vlaj, 2002.
- Tennessee Williams Tetovirana ruža / Serafin Splićanka kao Doktor, 2001.
- Edmond Rostand Cyrano de Bergerac kao Christian de Neuvillette, 2000.
- Sofoklo Antigona kao Hemon, 2000.
- Luigi Pirandello Šest lica traži Autora kao Sin, 2000.
- Ivan Leo Lemo – Ana Tonković Dolenčić Plinska boca kao Svećenik, 2000.
- Arsen Dedić Kuća pored Mora, balet kao interpretator, 2000.
- Mate Matišić Svećenikova djeca kao Don Šimun, 1999.
- William Shakespeare Na tri kralja kao Antonio, pomorski kapetan, 1999.
- Anton Pavlovič Čehov Galeb kao Ilja Afanasjevič Šamrajev, Upravnik kod Sorina, 1998.
- Fjodor Mihajlovič Dostojevski Braća Karamazovi kao Rakitin, 1998.
- Dubravko Mihanović Bijelo kao Mali, 1998.
- Antun Šoljan Tarampesta / Mototor kao Marino, 1997.
- Ray Cooney Pokvarenjak kao Ronnie, 1997.
- William Shakespeare Kralj Lear kao Francuski kralj, 1997.
- Jean-Baptiste Poquelin Molière Tartuffe kao Valere, 1996.
- Ivan Antun Nenadić Kako je izdan Isus kao Apostol Ivan, 1996.
- Carlo Goldoni Posljednja noć karnevala kao Redatelj, 1996.
- Ivo Brešan Julije Cezar kao Tinko Metikoš, 1995.
- John Webster Vojvotkinja Malfeška kao Grisolan, dvorjanin, sluga, ubojica, 1995.
- Sofoklo Edip kao Mladić, 1994.
- Hugo von Hofmannsthal Svatković kao Susjed siromah, 1994.
- Joseph Kesselring Arsen i stara Čipka kao Klein, policajac, 1994.
- William Shakespeare Hamlet kao Drugi glumac, 1994.
- Miroslav Krleža Saloma kaoAđutant, Pjesnik, Kuhar, 1993.
- Lada Martinac - Snježana Sinovčić Živim kao Grof, 1993.
- Claudio Magris Stadelmann kao Konobar, 1992.
- Tomislav Bakarić Smrt Stjepana Radića kao Narodni zastupnici, 1992.
- Ray Cooney Kidaj od svoje žene kao Fotograf, 1992.
- Muka spasitelja našega kao Anđeli i alegorije, 1991.
- Euripid Helena, 1990.

### Nastup izvan HNK Splita
- Mail Libar Marka Uvodića Splićanina, GKM Split
- Priredba Ilije Zovka, red. Josip Zovko, GKM Split

### Filmske nagrade i posebne počasti
- Nagrada hrvatskog glumišta za ulogu Mate u TV filmu "Da mi je biti morski pas", redatelja Ognjena Sviličića, 2000.
- Nagrada Veljko Maričić na međunarodnome Festivalu malih scena za ulogu Malog u predstavi Bijelo Dubravka Mihanovića, redatelja Ivana Lea Leme, 1998.

## Vanjske poveznice
- Josip Zovko u internetskoj bazi filmova IMDb-u (engl.)
- Stranica na Film.hr